# 피아트 M13/40
피아트 M13/40은 제2차 세계 대전 당시 이탈리아가 1940년부터 채용한 경전차다. 이름의 "M"은 당시 이탈리아군 전차 기준으로는 "Medium"을 뜻하며, 13은 중량, 40은 생산되기 시작한 해인 1940년을 뜻한다. M13/40은 피아트 L3과 피아트 L6/40을 대체할 목적으로 개발되었다. 구경 47mm에 32구경장(포신 길이 약 1.5m)의 47/32 M35 전차포를 회전식 포탑에 탑재했으며, 8mm 브레다 M38 기관총 3 ~ 4정을 부무장으로 탑재했다. 이 전차는 영국의 빅커스 6톤 경전차의 영향을 받았고, M11/39 초기형에서 발전시킨 차체에 기반하여 개발되었는데, 실제로 M11/39는 M13/40의 생산을 위해 조기에 생산이 중단되었다.
피아트 M13/40의 생산은 1940년 3월에 시작되었으며, 그해 10월에 3개 대대가 최초로 편성되어 북아프리카의 이탈리아 식민지였던 리비아에 보내졌다. M13/40 전차의 대부분은 북아프리카에서 영국군의 반격때 파괴되었지만, 생산량의 일부는 그리스, 유고슬라비아, 몬테네그로 등에도 투입되었다. 빈약한 성능에도 불구하고 영국군은 노획한 M13/40 100여대를 재사용하기도 했다.

## 기술
이 전차의 설계는 당시 중전차와 경전차의 전형적인 유형이었다. 이 전차는 강철 판금을 리벳으로 고정했으며, 1940년대 기준에서 장갑은 얇았다. 차체 전면 장갑은 M11과 마찬가지로 30mm였으며, 포탑 전면은 42mm(M11은 30mm)였고, 측면이 25mm였고(M11은 15mm), 차체 하부는 6mm였다. 이로 인해 대전차지뢰의 공격에 취약했다. 차체 상부도 15mm로 매우 얇았다. 승무원은 전방 전투조종실에 있었고, 엔진실은 후방에 있었다. 전투실에는 승무원 4명이 탑승했다. 운전병, 기관총 사수 겸 무선수, 포탑부에 포수 및 차장이 탑승했다. 포탑은 2인승이었다.
M13/40은 8개의 작은 바퀴와 리프-스프링 방식의 서스펜션을 채용했으며, 궤도는 매우 좁았다. 더불어 이 시스템은 산악 지형(놀라울 것도 없이 이탈리아의 지형을 고려한 것이다)에서 괜찮은 기동성을 발휘할 것으로 생각되었지만, 실제 전형적인 전차 작전 지역(북아프리카 사막 지대)에서 기동성은 불만스러웠으며, 적당한 최고 속도를 내는 것도 힘들었다. 변속기는 전방에, 엔진은 차체 후방에 있었다. 엔진은 125마력 디젤 엔진이었다. M13/40에 채택된 디젤 엔진은 아직 많은 국가에서 도입되지 않은 주목할 만한 기술혁신품이었다. 디젤 엔진은 훗날 전차같은 군용 차량에 저비용, 더 긴 항속거리, 화재 위험성을 감소시켜주었다
무장은 구경 47mm에 32구경장의 47/32 M35 전차포였다. 이 포는 당시 보병의 표준 대전차포였으며, M13/40에 탑재된 것은 이를 개량한 것이다. 이 포는 500m 거리에서 45mm 두께의 강철판을 뚫을 수 있었으며 1940년의 전차포로서는 비록 두드러진 것은 아니었어도 제법 괜찮은 성능이었다. 화력 수준은 높아서 104발의 포탄을 탑재했다. 고성능 폭약(high-explosive) 포탄의 성능은 상당히 효과적이어서 흥미있는 특징이었는데, 당시 (영국의 표준 전차포인 2파운드 포처럼)대전차 성능에 특화된 전차무장이었기 때문이다. 예비 탄약은 꽤 많이 탑재했다. 기관총은 모두 4정을 갖추었고, 동축 기관총 1정과 대공 및 근접 방어 임무를 위해 1정, 그리고 차체 전면에 (표준은 1정이었을때) 2정이 배치되었다. 2개의 잠망경이 포수와 차장을 위해 사용가능했으며, 이론상 무전기도 표준 장비로 갖추었다.

## 운용
700대 이상의 최초 생산분의 M13/40이 1940년 가을 이전에 납품되었다. 이는 매월 60~70대가량 생산된 비율이었다. 이 전차들은 영국군과 싸우기 위해 북아프리카로 보내졌다. 북아프리카로 보내진 후 첫 번째 전투는 바비니 여단(Babini Brigade)에 의해 치러졌다. 이 부대는 9월 공세에는 너무 늦게 도착하여 참전할 수 없었지만, 그 다음에 12월에 벌어진 콤파스 작전(Operation Compass)에는 참전할 준비가 되어 있었다. 첫 번째 전투는 데르나(Derna)에서 일어났으며, 이곳에는 막 새로 도착한 5대대가 배치되어 있었다. 근처였던 바르디아(Bardia)에도 3대대 소속 M13/40 13대가 있었다. 1941년 1월 3일 ~ 4일 사이에 벌어진 이틀 동안의 전투에서 오스트레일리아군은 456명을 잃었고, 이탈리아군은 45,000여 명을 잃었다. 2월 6일 ~ 7일, 영국군의 공세가 너무 깊숙이 밀고 들어와 바비니 여단은 이탈리아군이 리비아 해안을 따라 철수할 수 있도록 영국군 전선에 돌파구를 열기 위해 싸워야 했다. 이 여단이 벌인 작전은 용감했으나 전체적으로 성공하지 못했고, 모든 전차들이 영국군에 노획되었다. 여단의 마지막 6대가 지휘소 근처 영국군 진영으로 돌격했지만 영국군의 2파운드 대전차포 1문에 의해 저지되었다. 이 작전은 매우 유명한 전투였으나, 이탈리아군의 전차들은 적군 전차보다는 대전차포에 의해 많이 파괴되었다. 노획된 다수의 M11/39 및 M13/40이 디젤 연료가 고갈되고 전차들이 파괴된 1941년 봄까지 오스트레일리아군이 자국의 국적 마크를 그려 재활용하였다.
당시 이탈리아군의 대참사는 총체적인 것이었다. 병력 손실은 130,000여 명(대부분 벵가지와 바르디아에서 항복했다), 10개 사단, 항공기 400여대, 전차 500여대(M11 72대와 적어도 113대의 M13이 포함되었다), 화포 1,000여 문 및 차량 1,500여대를 잃었다(이것은 이탈리아군이 기계화가 덜되어있었기 때문이다)
서류상으로 M13/40은 상당히 뛰어난 전차였다. 무게는 13톤에 불과했고, 비록 장갑은 얇았지만, 모든 종류의 목표물을 탄약 덕분에 충분히 파괴할 수 있는 꽤 강력한 화포를 갖추고 있었으며, 탄약도 많이 갖추고 있었다(기관총탄 3,000발과 포탄 104발 탑재).
그러나 이 전차는 많은 결점을 갖고 있었다. 엔진은 신뢰성이 문제가 있었고, 이 문제는 M11도 갖고 있었는데 문제는 M13/40이 더 무겁다는 것이었다. 그래서 엔진은 늘 긴장상태였으며 속도는 느려졌다. 서스펜션과 궤도는 신뢰할 만했지만 속도는 매우 느렸고, 영국군의 마틸다 보병전차(야지 속도가 15km/h)같은 보병전차들보다 조금 더 나은 정도였다. 무장은 중전차들과 싸우기에는 충분하지 못했고 장갑의 품질은 리벳 결합이라는 제조 방식과 구조상의 결점으로 인해 절대적으로 만족스럽지 못한 것이었다. 포탑은 2명만 탑승했고 지휘관을 위한 큐폴라는 없었다. 탑재 탄약은 최초 생산분에 비해 87발까지 줄어들었지만, 무전기는 설치되었다. 탄약 문제를 안고 있는 당시 영국의 순항 전차와 보병전차들이 전체적으로 현저히 성능이 좋았다.
기술적 측면보다도 이탈리아군은 훈련이 더 부족했으며, 무전기는 설치되었지만 잦은 고장으로 사실상 없는 편이나 다름없었고, 바비니 여단은 너무 최근에 편성되었다. 이상하게도 이탈리아군의 3개 기갑사단 (아리에테, 리토리오, 켄타우로)는 1941년 봄에 여전히 이탈리아에 있었다. 그들 중 1개 사단은 그리스군과 싸우기 위해 알바니아로 보내기도 했다. 영국이 기갑사단으로 작전을 벌일 때 이탈리아군은 사단급 부대가 아닌 그 이하의 제대만 있었고 실제로 전투 준비도 되어 있지 않았다.
M13은 비록 산악지형에 최적화되었지만, 북아프리카와 매우 다른 지형인 그리스에도 투입되었다. 1941년 4월에 아리에테 기갑사단 소속 M13이 토브룩 공방전에서 싸웠을때는 영국군의 마틸다 전차를 상대로 약간의 성공을 거두기도 했다.

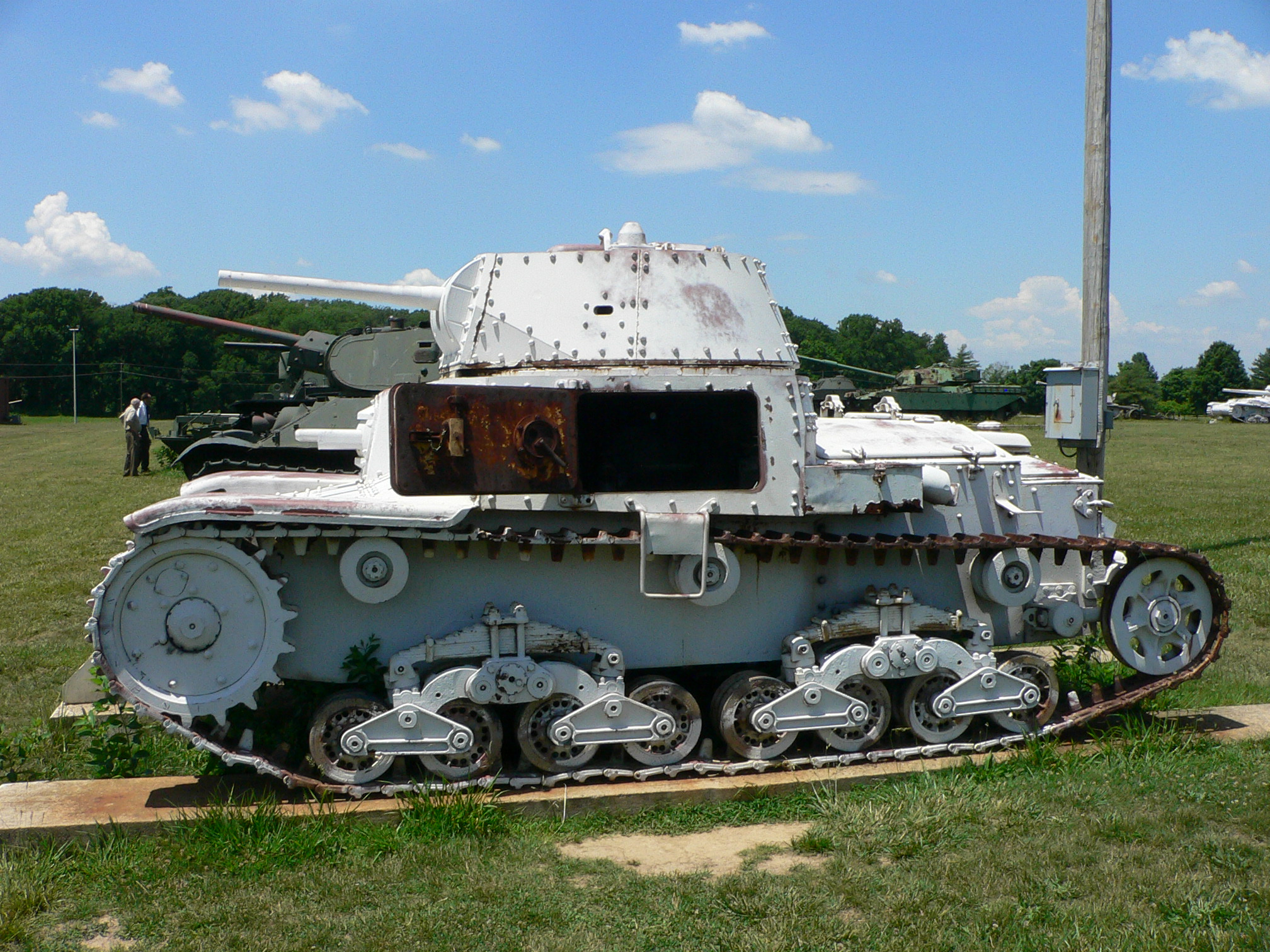
M13/40의 옆모습

최초의 성공적 전투는 비르엘고비 전투였다. 전쟁이 시작된 이래 17개월이 지난 시점에서 이곳에서 이탈리아군은 강력한 영국군 부대에 승리했다. 이 전투의 승리 요인은 다양하다. 아리에테 기갑사단은 포병과 보병의 강력한 지원을 받았고, 영국은 이곳에 기갑사단이 있다는 사실을 모르고 1개 기갑여단만으로 공격했기 때문이다. 또 이탈리아군은 방어진지를 고수하고 있었고, 영국군은 이들을 점령해야 했지만, 때마침 내린 폭우가 영국군의 주력 무기인 순항전차들의 고속의 기동성이라는 장점을 활용할 수 없어기 때문이기도 하다. 비록 영국군의 피해는 컸지만, 이탈리아군이 많은 전차와 포를 잃은 것에 반해 영국군의 피해가 참혹하다고 할 수준은 아니었다. 그러나 영국군 전차대는 이탈리아군 포병대와 전투 후에 M13과 마주치자 후퇴해야만 했다.
3대의 M13을 격파하며 작은 승리를 거둔 크루세이더 순항전차는 그날 작전에 데뷔할 기회를 놓쳤는데, 이 기갑여단이 크루세이더 전차로 무장했기 때문이었다. 크루세이더 전차는 무장과 장갑에서 충분히 강하지 못했고 오직 속도만이 더 좋았다(그러나 또 다른 문제들도 있었다).
1942년 전체적으로 M13은 그리스 전역이 시작된 이래 최고의 사막전 부대를 그리스로 보내는 바람에 약화된 영국군을 상대로 제법 잘 싸웠다. 반면 이 시기에 M13은 새로운 엔진을 장착한 M14/41로 교체되었다.
에르빈 롬멜이 이집트에서 추축군을 지휘한 공세에서 이탈리아군은 약 240대 규모의 M13 및 M14를 최전선에 배치했다. 이때 영국군은 75mm 전차포를 갖춘 미국제 M3 그랜트와 57mm 전차포를 갖춘 크루세이더III으로 무장했으며 M13을 압도했다(영국 및 미국의 포는 1km 거리에서 1발로 60~70mm 장갑판을 관통했지만, M13은 2~3발을 명중시켜야 했다). 소형 47mm 전차포용으로 공급된 HEAT탄은 이론상 더 좋은 성능을 낼 수 있었지만, 실제로는 효과가 없었다. 방어력을 높이기 위해 전차에 모래주머니를 부착했지만, 이는 이미 힘의 부족을 드러낸 전차의 속도를 더욱 느려지게 만드는 결과를 가져왔다.
엘 알라메인 전투 당시 이탈리아군의 경전차들의 가치는 미국제 M4 셔먼때문에 더욱 위축되었지만 그들 중 230여대가 여전히 최전선에 배치되어 있었다. 그들은 대규모 지뢰밭을 통과하려는 전차들을 격파하려고 노력했다. 며칠 간의 격렬한 전투 끝에 연합군은 지뢰밭을 통과했으며 아리에테 사단을 격파했으며 그 후 리토리오 기갑사단이 추축군의 후퇴로를 엄호하기 위해 필사적으로 노력했다. 켄타우로 기갑사단은 튀니지에서 싸웠으며 마지막엔 전멸했다.
M13은 북아프리카 전역 마지막까지 등장했으며 이탈리아 본토에서도 운용되었다. 러시아에만 M13이 보내지지 않았다.
중전차(mediaum tank)로 설계되었지만 M13/40은 경전차 수준의 화력과 방어력을 갖추었다. M13/40은 1941년 그리스 전역과 북아프리카 전역에서 운용되었지만, 동부 전선에서는 사용되지 않았다. 동부 전선에 투입된 이탈리아군은 세모벤테 47/32와 피아트 L6/40만을 운용했다. 이탈리아군은 M13/40 시리즈의 화력 부족을 절감하고 전차대대에 세모벤테 75/18을 같이 배치하여 운용했다.
피아트 M14/41은 북아프리카에서 운용하기 위해 더 강력하고 성능이 향상된 공기 정화 장치를 장착한 것이다. 세모벤테 코만도 M40(Semovente Commando M40)은 기본적으로 포탑을 제거하고 대신에 고정된 상부 구조물을 올려놓은 M13/40으로서, 추가 무전기와 다른 통신기기를 탑재했다. M13/40 시리즈는 이탈리아가 전쟁 기간 중 M14/41같은 후기 개량형을 포함하여 3,000대 이상 생산하여 가장 많이 생산한 전차였다. 피아트 M15/42 전차는 1943년에 엔진을 교체하고 47mm / 40구경장 전차포를 탑재한 마지막 개량형이다. 세모벤테 75/18(Semovente 75/18)은 M13/40이나 M14/41의 차체를 이용하여 개발된 자주포다

## 외부 추가 정보
- M13/40, M14/41
- M13/40 보관됨 2012-07-28 - 웨이백 머신
- CARRO M13/40